# Batée

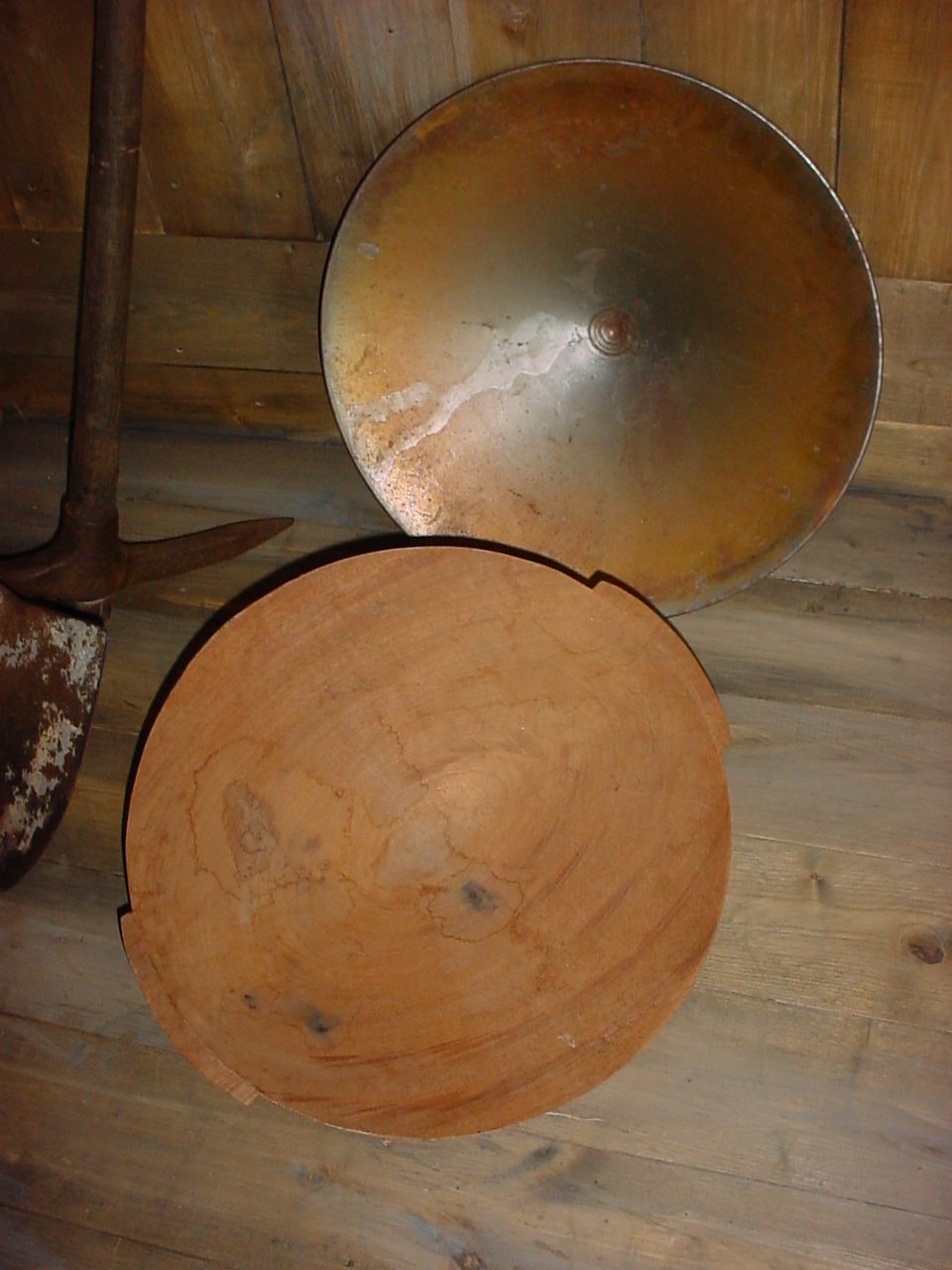
Batées de bois et d'acier utilisées en France.

La batée est un instrument conique creux tirant son nom de l'espagnol batea, qui signifie cuvette. En forme de chapeau chinois, la batée constitue le matériel de base de l'orpailleur (chercheur d'or) mais sert aussi pour la prospection minière. De par sa forme et un geste technique maîtrisé de rotation dans l'eau, la batée permet d'exercer une force centrifuge hydraulique sur les alluvions. Les alluvions les plus légères sont évacuées en premier et les matériaux les plus denses restent au fond de la batée. A ce stade final, un second geste plus technique permet de séparer, une fois encore via l'inertie centrifuge, les alluvions de l'or.
Le mot batée est aussi un terme générique désignant les outils des chercheurs d'or en forme de récipient, ayant des formes et appellations différentes à travers le monde, faites de bois, de plastique ou de métal, appelées auges, pans, plats.

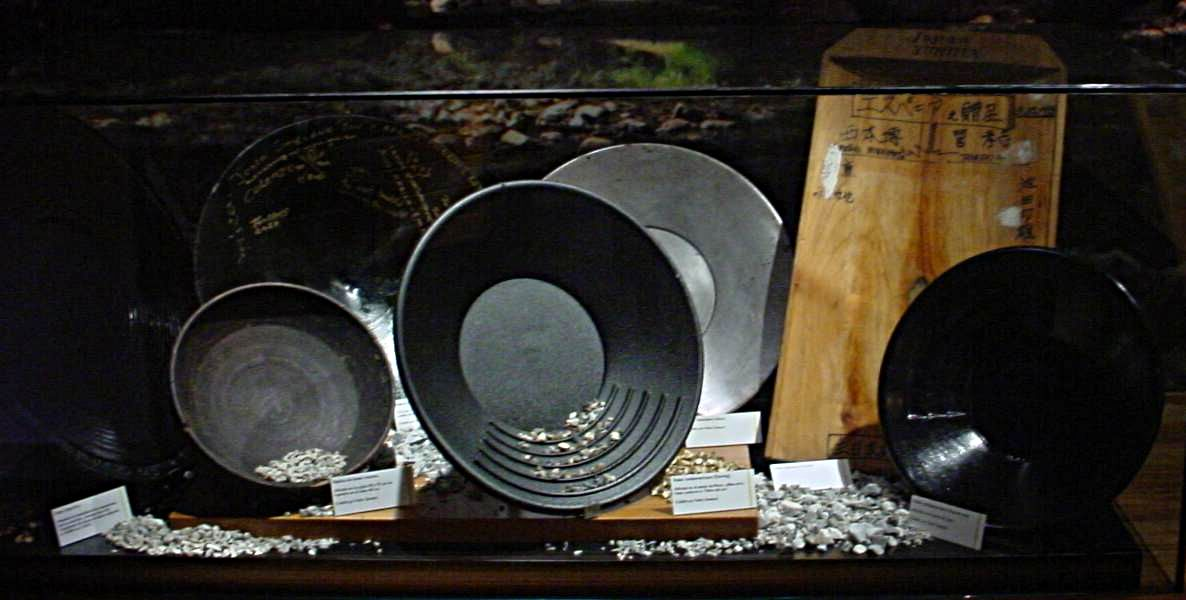
Pans et batées, outils utilisés pour la prospection minière et l'orpaillage dans divers pays. Exposition Museo del Oro de Asturias, Navelgas, Espagne.